# Język zachodniofryzyjski
Język zachodniofryzyjski (frysk) – język zachodniogermański używany głównie w prowincji Friesland (Fryslân) w północnej Holandii, jeden z trzech języków fryzyjskich. Na terenie Holandii nazywany jest zwykle fryzyjskim (język niderlandzki: Fries), jednak nazwa stosowana w językoznawstwie to Westerlauwers Fries, dla odróżnienia od dialektów fryzyjskich używanych w Niemczech.

## Porównanie z innymi językami

### Nazwy miesięcy
| Język polski | Język angielski | Język niderlandzki      | Język zachodniofryzyjski |
| ------------ | --------------- | ----------------------- | ------------------------ |
| Styczeń      | January         | Januari                 | Jannewaris (Foarmoanne)  |
| Luty         | February        | Februari                | Febrewaris (Sellemoanne) |
| Marzec       | March           | Maart                   | Maart (Foarjiersmoanne)  |
| Kwiecień     | April           | April (Grasmaand)       | April (Gersmoanne)       |
| Maj          | May             | Mei (Bloeimaand)        | Maaie (Blommemoanne)     |
| Czerwiec     | June            | Juni (Zomermaand)       | Juny (Simmermoanne)      |
| Lipiec       | July            | Juli (Hooimaand)        | July (Heamoanne)         |
| Sierpień     | August          | Augustus                | Augustus (Rispmoanne)    |
| Wrzesień     | September       | September (Herfstmaand) | Septimber (Hjerstmoanne) |
| Październik  | October         | Oktober (Wijnmaand)     | Oktober (Wynmoanne)      |
| Listopad     | November        | November (Slachtmaand)  | Novimber (Slachtmoanne)  |
| Grudzień     | December        | December (Wintermaand)  | Desimber (Wintermoanne)  |

W językach niderlandzkim i zachodniofryzyjskim, miesiące, prócz nazw pochodzących z łaciny, mają swoje alternatywne, germańskie nazwy (niekiedy po kilka). Podano je w nawiasach, o ile niderlandzkie i fryzyjskie mają ten sam źródłosłów.

## Język zachodniofryzyjski a język niderlandzki

### Gramatyka
- Przyimki:

| Język niderlandzki | Język fryzyjski | Uwagi                              |
| ------------------ | --------------- | ---------------------------------- |
| door               | troch           | „przez”                            |
| in                 | yn              | „w”                                |
| met                | mei             | „z”                                |
| onder              | ûnder           | „pod”                              |
| van                | fan             | „od” (odpowiednik angielskiego of) |
| voor               | foar            | „dla”                              |

- Wyrażenie niderlandzkie in de w języku fryzyjskim skraca się do yn'e.

- Zaimki nieokreślone:

| Język niderlandzki | Język fryzyjski | Uwagi  |
| ------------------ | --------------- | ------ |
| andere             | oare            | „inny” |
| vele               | protte          | „dużo” |

- Spójniki:

| Język niderlandzki | Język fryzyjski | Uwagi   |
| ------------------ | --------------- | ------- |
| als                | as              | „jako”  |
| en                 | en              | „i”     |
| alleen             | alleen          | „tylko” |
| maar               | mar             | „ale”   |

- Przedrostki:

| Język niderlandzki | Język fryzyjski | Uwagi                         |
| ------------------ | --------------- | ----------------------------- |
| aan-               | oan-            |                               |
| ge-                |                 | Zwykle pomijany we fryzyjskim |
| hoofd-             | haad-           | „główny”                      |
| in-                | yn-             |                               |
| on-                | ûn-             |                               |
| onder-             | ûnder-          |                               |
| ont-               | ûnt-            |                               |
| over-              | oer-            |                               |
| semi-              | semy-           | „pół-”                        |
| tegen-             | tsjin-          |                               |
| toe-               | ta-             |                               |
| toegen-            | ta-             |                               |
| uit-               | út-             |                               |
| ver-               | fer-            |                               |
| voor-              | foar-           |                               |
| voort-             | fuort-          |                               |
| zelf-              | sels-           |                               |
| zoge-              | sa-             |                               |

- Przyrostki:

| Język niderlandzki | Język fryzyjski   | Uwagi |
| ------------------ | ----------------- | --- |
| -ent               | -int              | Rzecz lub osoba, która coś wykonuje: (fryz.) presidint, assistint |
| -land              | -lân              | Końcówka nazwy państwa |
| -lijke             | -like             | Tworzenie przymiotnika lub przysłówka (odpowiednik niemieckiego -lich). Niderlandzką literę e przed tym przyrostkiem pomija się we fryzyjskim: nid. mogelijke – fryz. mooglike |
| -schap             | -skip             | Odpowiednik ang. -ship |
| -tie               | -sje, -tje (po s) | Litera a przed końcówką -tie w niderlandzkim wyrazie jest podwajana w jego fryzyjskim odpowiedniku: nid. combinatie – fryz. kombinaasje.                                       |

### Różnice w ortografii
- Niderlandzkiemu c przed a, o, u lub przed spółgłoską t odpowiada fryzyjskie k, ale nie musi być odwrotnie: nid. combinatie, factoren – fryz. kombinaasje, faktoaren.
- Literze v w wyrazach niderlandzkich odpowiada f we fryzyjskich, choć niekoniecznie w odwrotną stronę: nid. variatie – fryz. farjaasje. Są wyjątki od tej reguły, głównie tam, gdzie v czyta się jak polskie „w” (np. w wyrazach zakończonych -ieve (fryz. -ive).
- Niderlandzkiej grupie -th- odpowiada fryzyjskie -t-, ale nie musi być odwrotnie: nid. theorie, methode – fryz. teory, metoade.

## Przykłady

### Ojcze Nasz po zachodniofryzyjsku
Us Heit yn 'e Himel,

lit jo namme hillige wurde,

lit jo keninkryk komme,

lit jo wil dien wurde

op ierde likegoed as yn 'e himel.

Jou ús hjoed ús deistich brea

en ferjou ús ús skulden, 

sa't wy ús skuldners ek ferjûn hawwe;

en lit ús net yn fersiking komme,

mar ferlos ús fan 'e kweade.

want jowes is it keninkryk 

en de krêft 

en de hearlikheid 

oant yn ivichheid.

Amen!